# Metal Circus
Metal Circus é um EP da banda Hüsker Dü, lançado em Outubro de 1983.

## Faixas

### Lado A
1. "Real World" – 2:27
2. "Deadly Skies" – 1:50
3. "It's Not Funny Anymore" – 2:12
4. "First of the Last Calls" – 2:48

### Lado B
1. "Lifeline" – 2:19
2. "Diane" – 4:42
3. "Out on a Limb" – 2:39

## Créditos
- Bob Mould - Guitarra, vocal
- Greg Norton - Baixo, vocal
- Grant Hart - Bateria, vocal